# Tapes
Os tapes foram um grupo indígena aparentados com os guaranis, que viviam na região próxima ao litoral  do sul do Brasil, predominantemente nas regiões elevadas às margens a oeste da Lagoa dos Patos. Tais cerros eram cobertos por mata atlântica, sendo a região de localização dos mesmos denominada Serra dos Tapes. Este grupo indígena teve importante papel na formação da população mestiça do Rio Grande do Sul e parte do Uruguai.[carece de fontes?]